# IJzer(III)chromaat
IJzer(III)chromaat is een ijzerzout van chroomzuur, met als brutoformule Fe2(CrO4)3. De stof komt voor als een geel poeder, dat onoplosbaar is in water. Zoals alle chromaten is het een sterke oxidator.

## Synthese
IJzer(III)chromaat kan bereid worden door reactie van kaliumchromaat en ijzer(III)nitraat:
{\displaystyle {\ce {2Fe(NO3)3 + 3K2CrO4 -> Fe2(CrO4)3 + 6KNO3}}}
Een alternatieve synthesemethode is de oxidatie van een mengsel van ijzer(III)oxide en chroom(III)oxide:
{\displaystyle {\ce {4Fe2O3 + 6Cr2O3 + 9O2 -> 4Fe2(CrO4)3}}}